# Béla Berzeviczy
Béla Berzeviczy von Berzevicze und Kakas-Lomnitz (n. 6 noiembrie 1870, Veľká Lomnica, Prešovský kraj, Slovacia – d. 17 februarie 1922, Budapesta, Regatul Ungariei) a fost un ofițer maghiar de husari al Forțelor de apărare regale maghiare, inițial și al Armatei Comune Austro-Ungare, ulterior. A promovat în Primul Război Mondial până la gradul de general-maior și până la funcția de comandant de divizie. În perioada postbelică, a devenit sub conducerea lui Miklós Horthy șef al Statului Major General al Armatei Naționale Ungare, redenumită ulterior în Armata Regală Ungară
După ce în primele trei anotimpuri ale anului 1916 a comandat Brigada 23 Cavalerie din Divizia 5 Cavalerie Honvéd și Brigada 215 Infanterie din Divizia 30 Infanterie austro-ungară în luptele din Bucovina, pe frontul românesc a comandat Brigada 19 Infanterie din Divizia 61 Infanterie austro-ungară, în perioada 11/24 septembrie – 12/25 octombrie 1916.

## Familia
S-a născut ca fiu al lui Egyed Berzeviczy și al Ilonei Bárczay, fiind descendent cu rangul de baron, al unei vechi familii nobiliare ungare.  
După studiile liceale, a absolvit Academia Militară Tereziană din Viena, după care a servit în Forțele de apărare regale maghiare. Între 1893 și 1895 a studiat și a absolvit k.u.k. Kriegsschule din Viena.

## Cariera
În Primul Război Mondial a comandat inițial în anul 1914 pe Frontul de Răsărit în Galiția, Rutenia Subcarpatică, Bucovina și Transilvania, având gradul de colonel Regimentul 7 Husari (pe care îl comanda din anul 1912) din Brigada 6 Cavalerie a Diviziei 1 Cavalerie, ulterior în anul 1915 Brigada 1 Husari Landsturm și mai apoi Brigada 23 Cavalerie Honvéd din Divizia 5 Cavalerie Honvéd. În anul 1916 a exercitat comanda Brigăzii 215 Infanterie din Divizia 30 Infanterie și  a Brigăzii 19 Infanterie din Divizia 61 Infanterie. După ce a fost promovat general-maior, a preluat în 1917 pe frontul din Italia comanda Brigăzii 33 Infanterie din Divizia 17 Infanterie și ulterior din 1918 a Brigăzii 65 Infanterie din Divizia 33 Infanterie. Din luna iunie 1918 până la sfârșitul războiului, a comandat Divizia 70 Infanterie.
După Marele Război, Berzeviczy a ocupat în timpul regimului lui Miklós Horthy, funcția de șef al Statului Major General, inițial al Armatei Naționale Ungare și ulterior al Armatei Regale Maghiare, în perioada 15 martie 1920 – 4 ianuarie 1922. A demisionat din motive medicale, decedând la Budapesta la 18 februarie 1922.

1. ↑  Tóth Vilmos[*], Nemzeti nagylétünk nagy temetője[*], p. 274 Verificați valoarea |titlelink= (ajutor)
2. ↑   https://temeto.envimap.hu/content/photos_normal/fiumei/e9/9d/46/08-81bf-cb09-b0b2-ee3e7a8303b0.jpg Lipsește sau este vid: |title= (ajutor)